# 阮玉徽柔
安美公主阮玉徽柔（越南语：／；1828年—1885年4月20日），越南阮朝紹治帝第四女，生母淑妃阮氏川。

## 生平
明命九年（1828年），阮玉徽柔在順化京城出生。年少時為紹治帝寵愛。紹治六年（1846年），徽柔19歲，下嫁勤政殿大學士張登桂之子張登柱。嗣德三年（1850年），嗣德帝封徽柔為安美公主。咸宜元年三月六日（1885年4月20日），徽柔去世，享年五十八歲，諡號不詳。
安美公主育有二子二女。